# 小巴甫利夫卡

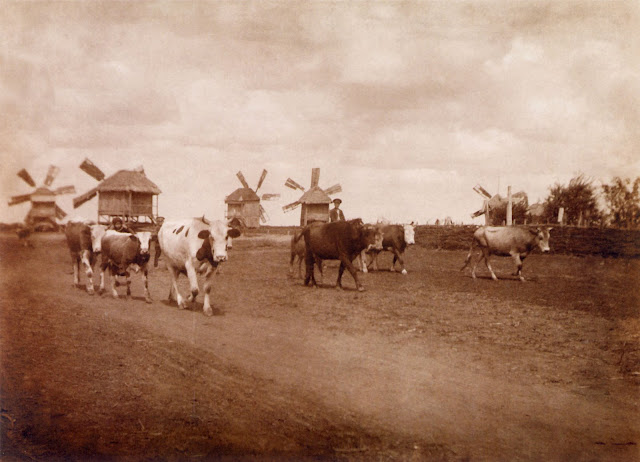

50°16′51″N 34°33′15″E / 50.28083°N 34.55417°E
小巴甫利夫卡（烏克蘭語：Мала Павлівка）是位於烏克蘭東北部的村莊，由蘇梅州奧赫蒂爾卡區的科米希市鎮負責管轄。該村距離庫達里、扎基布盧基和布里亞奇哈1.5公里，海拔高度184米，人口1,700。